# گرس-اوم‌اشتات
شهر گرس-اوم‌اشتاتدر ایالت هسن در کشور آلمان واقع شده‌است.